# باتريك فيلان
باتريك فيلان (بالإنجليزية: Patrick Phelan)‏ هو ملحن ومهندس بريطاني، ولد في 1970.

## وصلات خارجية
- باتريك فيلان على موقع IMDb (الإنجليزية)
- باتريك فيلان على موقع ميوزك برينز (الإنجليزية)
- باتريك فيلان على موقع ديسكوغز (الإنجليزية)